# Amurta mirabilis
Amurta mirabilis är en insektsart som beskrevs av Irena Dworakowska 1977. Amurta mirabilis ingår i släktet Amurta och familjen dvärgstritar.
Artens utbredningsområde är Vietnam. Inga underarter finns listade i Catalogue of Life.